# 埃坦皮 (滨海塞纳省)
埃坦皮（法語：Étaimpuis，法語發音：[etɛ̃pɥi]）是法国滨海塞纳省的一个市镇，属于迪耶普区。

## 地理
埃坦皮（49°38'31"N, 1°9'34"E）面积10.6 平方千米，位于法国诺曼底大区滨海塞纳省，该省份为法国北部沿海省份，其西部及北部濒大西洋英吉利海峡，东起顺时针与索姆省、瓦兹省、厄尔省和卡爾瓦多斯省接壤。
与埃坦皮接壤的市镇（或旧市镇、城区）包括：博斯克勒阿尔、布拉克蒂、弗雷奈勒隆、弗里什梅尼勒、格里尼厄斯维尔、圣维克托拉拜。

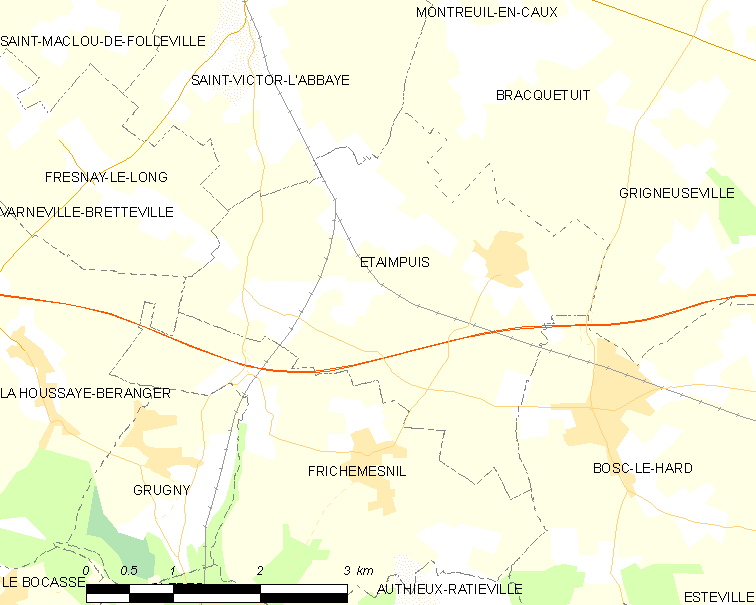
的OSM定位图

埃坦皮的时区为UTC+01:00、UTC+02:00（夏令时）。

## 行政
埃坦皮的邮政编码为76850，INSEE市镇编码为76249。

## 政治
埃坦皮所属的省级选区为吕讷赖县。

## 人口

1962-2008年间人口变化图示

埃坦皮于2022年1月1日时的人口数量为861人。